# Cupa Turciei 2015-2016
Cupa Turciei 2015-2016 (în turcă Türkiye Kupası) este ediția cu numărul 54 a Cupei Turciei. Sponsorul turneului este Ziraat Bankası. Echipa câștigătoare a cupei se califică automat în grupele 2016-17 ale UEFA Europa League și, de asemenea, în Super Cupa Turciei 2016. 
În România, turneul este transmis de postul de televiziune Sport.ro.

## Formatul competiției
| Runda             | Cluburi rămase | Cluburi implicate | Câștigătorii rundei anterioare | Echipe intrate în această rundă | Ligi care intra în această rundă       |
| ----------------- | -------------- | ----------------- | ------------------------------ | ------------------------------- | -------------------------------------- |
| Runda preliminară | 159            | 30                | 0                              | 30                              | Regional Amateur League                |
| Prima rundă       | 144            | 72                | 15                             | 57                              | Liga a 3-a                             |
| Runda 2           | 108            | 98                | 36                             | 62                              | Prima Ligă, Liga 2, Super Liga (11-18) |
| Runda 3           | 59             | 54                | 49                             | 5                               | Super Liga (6-10)                      |
| Grupele           | 32             | 32                | 27                             | 5                               | Super Liga (1-5)                       |
| Șaisprezecimi     | 16             | 16                | 16                             | 0                               |                                        |
| Optimi            | 8              | 8                 | 8                              | 0                               |                                        |
| Semifinală        | 4              | 4                 | 4                              | 0                               |                                        |
| Finală            | 2              | 2                 | 2                              | 0                               |                                        |

## Runda preliminară
- 30 de echipe din Regional League amatori au concurat în această rundă.
- 15 echipe (50%) din Regional Amatori League s-au calificat pentru runda următoare.
- 9 semanate (60%) și 6 nesemanate (40%), echipele calificate pentru runda următoare.

| Acasă                     | Scor   | Deplasare                        |
| ------------------------- | ------ | -------------------------------- |
| Adiyaman 1954 SK          | 1 - 2  | Kilis Belediyespor               |
| Kiziltepe este Fıratsp    | 2 - 0  | mus Demirspor                    |
| Igdir Aras                | 1 - 0  | Sarikamish Bld.                  |
| municipalitatea Yuksekova | 0 - 1, | Kurtalansp este                  |
| 12 Bingolspor             | 0 - 6  | Osmaniyespor FK                  |
| Chelsea durere            | 1 - 2  | Tatvan G.Birliği                 |
| Arhavispor                | 1 - 0  | serhat Ardahan                   |
| Aksaray 1989 SK           | 0 - 1, | GK Nevșehirsp                    |
| Yozgatspor 1959 FK        | 2 - 0  | verde Kirsehir                   |
| Turcă Metal Kirikkale     | 1 - 2  | Noul Amasyasp este               |
| Eğirdirsp este            | 1 - 3  | utas Usakspor                    |
| Sinopspor                 | 1 - 0  | GK Bld Çankırı                   |
| Karaman Belediyespor      | 4 - 0  | Bucak Bld. Oguzhan               |
| Altınova Belediyespor     | 8 - 0  | Administrarea Bilecik Provincial |
| Edirnespor                | 1 - 2  | Bartinspor                       |

## Prima rundă
- 57 echipe din Liga a III-și 15 echipe din Regional League amatori au concurat în această rundă.
- 30 de echipe (53%) din Liga a III-și 6 echipe (40%) din Regional Amatori League s-au calificat pentru runda următoare.
- 17 semanate (47%) și 19 unseeded (53%), echipele calificate pentru runda următoare.

| Acasă                       | Scor   | Deplasare                   |
| --------------------------- | ------ | --------------------------- |
| BIRLIK NAKLIYAT DÜZYURTSPOR | 1 - 0  | Administrarea Bayburt Group |
| Kırıkhanspor                | 1 - 1  | Payassp este                |
| Kiziltepe este Fıratsp      | 1 - 6  | diyarbekirspor              |
| Ofspor                      | 1 - 2  | Yomraspor                   |
| 24 Erzincanspor             | 3 - 2  | Zara Belediyespor           |
| Batman Petrolspor           | 0 - 1, | Cizrespor                   |
| Arhavispor                  | 2 - 2  | Arsinspor                   |
| Golful İskenderunsp         | 1 - 1  | Erzin Belediyespor          |
| Osmaniyespor FK             | 0 - 0  | Kilis Belediyespor          |
| Kurtalansp este             | 2 - 0  | Tatvan G.Birliği            |
| Ankara Adliyespor           | 1 - 0  | GK Nevșehirsp               |
| Kastamonuspor 1966          | 2 - 2  | Bartinspor                  |
| Corum Belediyespor          | 4 - 1  | Kızılcahamamspor            |
| Karaman Belediyespor        | 1 - 0  | Kozan Belediyespor          |
| Etimesgut Belediyespor      | 2 - 0  | Yozgatspor 1959 FK          |
| Sinopspor                   | 0 - 1, | Noul Amasyasp este          |
| Manavgatspor                | 3 - 1  | Kemerspor 2003              |
| Dardanelspor                | 1 - 0  | Bursa verde                 |
| Maltepespor                 | 1 - 1  | TEKİRDAĞSPOR                |
| utas Usakspor               | 2 - 0  | Sandıklıspor                |
| Kızılcabölükspor            | 3 - 2  | Denizli BBSK                |
| Manisa BBSK                 | 2 - 0  | Altay                       |
| Turgutluspor                | 0 - 1, | 1922 anvelopă               |
| Orhangazispor               | 2 - 0  | Tavsanli Linyitspor         |
| Duzcespor                   | 2 - 1  | Sakaryaspor                 |
| AYVALIKGÜCÜ Belediyespor    | 1 - 2  | Ciné Madranspor             |
| Sancaktepe Belediyespor     | 1 - 1  | Silivrispor                 |
| Bursa Nilüferspor           | 2 - 1  | Altınova Belediyespor       |
| Derincesp este              | 0 - 1, | Zonguldakspor               |
| Bodrumspor                  | 2 - 1  | Bergama Belediyespor        |
| Eyup                        | 1 - 3  | Çatalcaspor                 |
| Golcukspor                  | 0 - 0  | Darica Genclerbirligi       |
| Beylerbeyispor              | 0 - 3  | Sultanbeyli Belediyespor    |
| Kahramanmaras BBSK          | 2 - 0  | Nigde Belediyespor          |
| Localitate Erzurumspor      | 3 - 1  | Dersimspor                  |
| Igdir Aras                  | 1 - 0  | de BBSK                     |

## Runda a doua
- 8 echipe din Super League, 18 echipe din Liga I, 36 de echipe din Liga a doua, 30 de echipe din Liga a III-si 6 echipe din Regional League amatori au concurat în această rundă.
- 7 echipe (88%) din Super League, 12 echipe (67%) din Liga I, 18 echipe (50%) din Liga a doua, 10 echipe (33%) din Liga a III-și 2 echipe (33%) din Regional Amatori League s-au calificat pentru runda următoare.
- 34 semanate (69%) și 15 unseeded (31%), echipele calificate pentru runda următoare.

| Acasă                      | Scor   | Deplasare                      |
| -------------------------- | ------ | ------------------------------ |
| FK Ankaraspor AȘ           | 6 - 0  | Kızılcabölükspor               |
| Amedspor                   | 2 - 1  | Karaman Belediyespor           |
| Noul Amasyasp este         | 1 - 2  | Fatih Karagümrüksp             |
| 1461 Trabzon               | 4 - 0  | Tars Idman Yurdu               |
| Bandırmaspor               | 1 - 1  | Keciorengucu                   |
| Manisa BBSK                | 2 - 3, | Balıkesirspor                  |
| Büyükçekmece Tepecikspor   | 2 - 1  | Samsunspor                     |
| Kilis Belediyespor         | 1 - 3  | Ümraniyespor                   |
| MKE Ankaragücü             | 0 - 2  | Payassp este                   |
| Denizlispor                | 0 - 0  | Fethiyespor                    |
| Akhisar Belediyespor       | 2 - 0  | Yomraspor                      |
| Göztepe                    | 1 - 1  | Localitate Erzurumspor         |
| Kahramanmaras BBSK         | 0 - 1, | Adanaspor                      |
| Medicana Sivasspor         | 0 - 1, | diyarbekirspor                 |
| Antalyaspor                | 1 - 0  | Corum Belediyespor             |
| Igdir Aras                 | 1 - 0  | Altınordu                      |
| Zonguldakspor              | 0 - 1, | Kayserispor                    |
| Cizrespor                  | 1 - 2  | Nazilli                        |
| Kurtalansp este            | 1 - 3  | Karsiyaka                      |
| Ankarademirspor            | 1 - 2  | Sariyer                        |
| Hacettepe Spor             | 1 - 1  | Ciné Madranspor                |
| Kahramanmarasspor          | 0 - 1, | Pazarspor                      |
| Etimesgut Belediyespor     | 3 - 0  | Hatayspor                      |
| Kastamonuspor 1966         | 3 - 0  | Konya Konya Anadolu Selçukspor |
| Sivas 4 Eylul Belediyespor | 2 - 2  | Alanyaspor                     |
| Pendikspor                 | 0 - 1, | 24 Erzincanspor                |
| Bodrumspor                 | 0 - 5  | Menemen Municipal Sport        |
| Sultanbeyli Belediyespor   | 1 - 3  | Șanlıurfaspor                  |
| Duzcespor                  | 1 - 1  | Kocaeli este Birliksp          |
| Manavgatspor               | 0 - 1, | Adana Demirspor                |
| Dardanelspor               | 5 - 4  | Tokatspor                      |
| Orhangazispor              | 1 - 0  | Yeni Malatyaspor               |
| TEKİRDAĞSPOR               | 2 - 0  | Orduspor                       |
| Golcukspor                 | 1 - 0  | Kayseri Erciyesspor            |
| Kartalspor                 | 3 - 1  | BIRLIK NAKLIYAT DÜZYURTSPOR    |
| Kırklarelispor             | 2 - 1  | Bugsasspor                     |
| utas Usakspor              | 1 - 0  | Bayrampasa                     |
| Istanbulspor               | 0 - 1, | Manisaspor                     |
| Bucaspor                   | 1 - 0  | Sancaktepe Belediyespor        |
| Aydınspor 1923             | 3 - 1  | Anadolu Uskudar 1908           |
| İnegölspor                 | 1 - 0  | Gümüșhanespor                  |
| GIRESUNSPOR                | 2 - 0  | Eyup                           |
| Elazigspor                 | 1 - 0  | Bursa Nilüferspor              |
| Boluspor                   | 3 - 0  | Çatalcaspor                    |
| Karabukspor                | 2 - 0  | Arsinspor                      |
| Gaziantep BB               | 1 - 1  | Tuzlaspor                      |
| Rizespor                   | 2 - 0  | Ankara Adliyespor              |
| Kasimpasa                  | 3 - 0  | 1922 anvelopă                  |
| Eskisehirspor              | 1 - 0  | Golful İskenderunsp            |

## A treia rundă
- 12 echipe din Super League, 12 echipe din Liga I, 18 echipe din Liga a doua, 10 echipe din Liga a III-si 2 echipe din Regional Amatori League va concura în această rundă.
- 9 echipe (75%) din Super League, 7 echipe (47%) din Liga I , 9 echipe (50%) din Liga a doua și a 2 echipe (20%) din Liga a III -a calificat pentru runda următoare. Nici una din echipe din Regional amatori League nu s-a fost calificat.
- 17 semanate (59%) și 10 unseeded (41%), echipele calificate pentru runda următoare.

| Acasă                  | Scor   | Deplasare                |
| ---------------------- | ------ | ------------------------ |
| Sariyer                | 2 - 7  | Kayserispor              |
| Amedspor               | 2 - 1  | Elazigspor               |
| 24 este Erzincasp      | 1 - 1  | Antalyaspor              |
| Aydınspor 1923         | 1 - 0  | Denizlispor              |
| FK Ankaraspor AȘ       | 0 - 1, | Büyükçekmece Tepecikspor |
| Bursaspor              | 3 - 0  | utas Usakspor            |
| cuplu de Konyaspor     | 4 - 1  | Kocaeli este Birliksp    |
| Igdir Aras             | 1 - 3  | Bandırmaspor             |
| Etimesgut Belediyespor | 1 - 0  | Genclerbirligi           |
| Ciné Madranspor        | 1 - 2  | Bucaspor                 |
| Karabukspor            | 5 - 2  | Payassp este             |
| Șanlıurfaspor          | 1 - 0  | Kırklarelispor           |
| Fatih Karagümrük       | 3 - 3  | Unitate comună de        |
| İnegölspor             | 1 - 1  | Balıkesirspor            |
| Kastamonuspor 1966     | 3 - 3  | Kasimpasa                |
| 1461 Trabzon           | 3 - 0  | Pazarspor                |
| Tuzlaspor              | 1 - 0  | Manisaspor               |
| Boluspor               | 4 - 1  | Ümraniyespor             |
| Karsiyaka              | 3 - 2  | TEKİRDAĞSPOR             |
| Ankara Demirspor       | 2 - 4  | Sivas Belediyespor       |
| Caykur Rizep este      | 1 - 0  | Orhangazispor            |
| Menemen Belediyespor   | 0 - 1, | Eskisehirspor            |
| Kartalspor             | 0 - 2  | GIRESUNSPOR              |
| Göztepe                | 1 - 2  | Nazilli                  |
| Adanaspor              | 3 - 1  | diyarbekirspor           |
| Gaziantepspor          | 5 - 2  | Gölcükspor               |
| Akhisar Belediyespor   | 5 - 0  | Dardanelspor             |

## Faza grupelor
Top cinci echipe din 2014-15 Super Liga s-au alăturat celor 27 de câștigători din etapa a treia pentru faza grupelor.Tragerea la sorti a avut loc la data de 7 decembrie 2015, 32 de echipe au fost împărțite în 4 grupe de câte 8 echipe. Această etapă este un round-robin turneu cu acasă și în deplasare, în vena din faza grupelor UEFA competiții europene. câștigătorii și clasați pe cele opt grupe vor avansa la runda de 16.
| Urna 1                                                                                               | Urna 2                                                                                            | Urna 3                                                                                 | Urna 4 |
| --- | ------------------------------------------------------------------------------------------------- | -------------------------------------------------------------------------------------- | --- |
| Galatasaray Fenerbahce Besiktas Istanbul Esenyurt Trabzonspor Bursaspor Mersin İdman Yurdu Konyaspor | Gaziantepspor Eskisehirspor Akhisar FC Rizespor Kayserispor Antalyaspor karabükspor Șanlıurfaspor | Karsiyaka Boluspor Giresunspor Adanaspor 1461 Trabzon Bucaspor Bandırmaspor İnegölspor | Nazilli Aydınspor 1923 Amedspor Büyükçekmece Tepecikspor Tuzlaspor Sivas Belediyespor Etimesgut Belediyespor Kastamonuspor 1966 |

| GRUPA A             | GRUPA A | GRUPA A | GRUPA A | GRUPA A | GRUPA A | GRUPA A | GRUPA A | GRUPA A |
| Echipa              | Pld     | W       | D       | L       | GF      | GA      | GD      | Pts     |
| ------------------- | ------- | ------- | ------- | ------- | ------- | ------- | ------- | ------- |
| İstanbul Bașakșehir | 6       | 4       | 2       | 0       | 16      | 7       | +9      | 14      |
| Amedspor            | 6       | 3       | 3       | 0       | 12      | 8       | +4      | 12      |
| Bandırmaspor        | 6       | 1       | 2       | 3       | 9       | 10      | -1      | 5       |
| Șanlıurfaspor       | 6       | 0       | 1       | 5       | 1       | 13      | -12     | 1       |

| GRUPA B                  | GRUPA B | GRUPA B | GRUPA B | GRUPA B | GRUPA B | GRUPA B | GRUPA B | GRUPA B |
| Echipa                   | Pld     | W       | D       | L       | GF      | GA      | GD      | Pts     |
| ------------------------ | ------- | ------- | ------- | ------- | ------- | ------- | ------- | ------- |
| Bursaspor                | 6       | 6       | 0       | 0       | 18      | 7       | +11     | 18      |
| Büyükçekmece Tepecikspor | 6       | 2       | 1       | 3       | 11      | 14      | -3      | 7*      |
| Eskișehirspor            | 6       | 2       | 1       | 3       | 10      | 11      | -1      | 7*      |
| Boluspor                 | 6       | 1       | 0       | 5       | 4       | 11      | -7      | 3       |

| GRUPA C              | GRUPA C | GRUPA C | GRUPA C | GRUPA C | GRUPA C | GRUPA C | GRUPA C | GRUPA C |
| Echipa               | Pld     | W       | D       | L       | GF      | GA      | GD      | Pts     |
| -------------------- | ------- | ------- | ------- | ------- | ------- | ------- | ------- | ------- |
| Sivas Belediyespor   | 6       | 4       | 0       | 2       | 13      | 13      | 0       | 12      |
| Beșiktaș             | 6       | 3       | 1       | 2       | 10      | 7       | +3      | 10*     |
| 1461 Trabzon         | 6       | 3       | 1       | 2       | 15      | 4       | +11     | 10*     |
| Kardemir Karabükspor | 6       | 1       | 0       | 5       | 3       | 17      | -14     | 3       |

| GRUPA D            | GRUPA D | GRUPA D | GRUPA D | GRUPA D | GRUPA D | GRUPA D | GRUPA D | GRUPA D |
| Echipa             | Pld     | W       | D       | L       | GF      | GA      | GD      | Pts     |
| ------------------ | ------- | ------- | ------- | ------- | ------- | ------- | ------- | ------- |
| Bucaspor           | 6       | 5       | 0       | 1       | 10      | 7       | +3      | 15      |
| Çaykur Rizespor    | 6       | 4       | 1       | 1       | 14      | 8       | +6      | 13      |
| Mersin İdman Yurdu | 6       | 1       | 1       | 4       | 7       | 10      | -3      | 4       |
| Aydınspor 1923     | 6       | 1       | 0       | 5       | 6       | 12      | -6      | 3       |

| GRUPA E              | GRUPA E | GRUPA E | GRUPA E | GRUPA E | GRUPA E | GRUPA E | GRUPA E | GRUPA E |
| Echipa               | Pld     | W       | D       | L       | GF      | GA      | GD      | Pts     |
| -------------------- | ------- | ------- | ------- | ------- | ------- | ------- | ------- | ------- |
| Galatasaray          | 6       | 5       | 1       | 0       | 15      | 6       | +9      | 16      |
| Akhisar Belediyespor | 6       | 2       | 2       | 2       | 6       | 6       | 0       | 8       |
| Karșıyaka            | 6       | 2       | 0       | 4       | 7       | 11      | -4      | 6       |
| Kastamonuspor 1966   | 6       | 1       | 1       | 4       | 6       | 11      | -5      | 4       |

| GRUPA F              | GRUPA F | GRUPA F | GRUPA F | GRUPA F | GRUPA F | GRUPA F | GRUPA F | GRUPA F |
| Echipa               | Pld     | W       | D       | L       | GF      | GA      | GD      | Pts     |
| -------------------- | ------- | ------- | ------- | ------- | ------- | ------- | ------- | ------- |
| Trabzonspor          | 6       | 5       | 0       | 1       | 12      | 4       | +8      | 15      |
| Gaziantepspor        | 6       | 3       | 2       | 1       | 8       | 5       | +3      | 11      |
| Adanaspor            | 6       | 2       | 1       | 3       | 8       | 13      | -5      | 7       |
| Nazilli Belediyespor | 6       | 0       | 1       | 5       | 2       | 8       | -6      | 1       |

| GRUPA G                | GRUPA G | GRUPA G | GRUPA G | GRUPA G | GRUPA G | GRUPA G | GRUPA G | GRUPA G |
| Echipa                 | Pld     | W       | D       | L       | GF      | GA      | GD      | Pts     |
| ---------------------- | ------- | ------- | ------- | ------- | ------- | ------- | ------- | ------- |
| Torku Konyaspor        | 6       | 5       | 1       | 0       | 8       | 2       | +6      | 16      |
| Kayserispor            | 6       | 4       | 0       | 2       | 11      | 4       | +7      | 12      |
| İnegölspor             | 6       | 2       | 1       | 3       | 5       | 6       | -1      | 7       |
| Etimesgut Belediyespor | 6       | 0       | 0       | 6       | 3       | 15      | -12     | 0       |

| GRUPA H     | GRUPA H | GRUPA H | GRUPA H | GRUPA H | GRUPA H | GRUPA H | GRUPA H | GRUPA H |
| Echipa      | Pld     | W       | D       | L       | GF      | GA      | GD      | Pts     |
| ----------- | ------- | ------- | ------- | ------- | ------- | ------- | ------- | ------- |
| Fenerbahçe  | 6       | 5       | 1       | 0       | 15      | 4       | +11     | 16      |
| Antalyaspor | 6       | 3       | 2       | 1       | 7       | 6       | +1      | 11      |
| Tuzlaspor   | 6       | 2       | 1       | 3       | 5       | 5       | 0       | 7       |
| Giresunspor | 6       | 0       | 0       | 6       | 2       | 14      | -12     | 0       |

## Semifinale
| Data retur | Ora   | Echipa 1  | Scor | Echipa 2    | Tur | Retur | Transmis de |
| ---------- | ----- | --------- | ---- | ----------- | --- | ----- | ----------- |
| 4.05.2016  | 20:45 | Rizespor  | 1-3  | Galatasaray | 1-3 | 0-0   | Sport.ro    |
| 5.05.2016  | 20:45 | Konyaspor | 0-5  | Fenerbahce  | 0-3 | 0-2   | Sport.ro    |

## Finala
| Data       | Ora   | Echipa 1    | Scor | Echipa 2   | Transmis de |
| ---------- | ----- | ----------- | ---- | ---------- | ----------- |
| 26.05.2016 | 19:00 | Galatasaray | 1-0  | Fenerbahce | Sport.ro    |